# 裏切り
裏切り（うらぎり、英: Betrayal）とは、約束や同盟関係を捨て相手に寝返る等の行為や、契約とは違った、もしくは期待はずれな事象に対し用いられる言葉。
裏切り行為は、老若男女・古今東西を問わず最も怒りをかきたてるものとして知られる。刑法においても、あらゆる国家において国家への裏切りは最高刑かそれに準ずる刑を課される（日本では外患罪）。前近代では、「返り忠」とも記し、上泉信綱伝の『訓閲集』（大江家兵法書を戦国風に改めた兵書）に、「返り忠に気をつけるべし」という記述が度々見られる。

## 史上の裏切り行為
- イスカリオテのユダ - 銀貨30枚でキリストを引き渡した。ユダの接吻（英語版）
- ブルータス、お前もか（紀元前44年） - ガイウス・ユリウス・カエサルに対し、腹心の1人であった元・老院議員マルクス・ユニウス・ブルトゥスが裏切る。
- 関ヶ原の戦い（1600年〈慶長5年〉） - 小早川秀秋が西軍から東軍に寝返る。
- ソビエト連邦による日ソ中立条約の一方的破棄（1945年〈昭和20年〉 - 1946年〈昭和21年〉）まで条約が有効なところを日本に侵攻。